# Gerrit Jan van Heek Jr.
Gerrit Jan van Heek  (Lonneker, 9 juni 1880 − Enschede, 11 november 1958) was een Nederlandse directeur van een textielonderneming.
Van Heek, zoon van Gerrit Jan van Heek (1837-1915) en Christine Frederike Meier (1842-1920), was samen met zijn broer directeur van de N.V. Rigtersbleek/G.J. van Heek & Zonen, de textielonderneming  die in 1897 door zijn vader en zijn broer Jan Herman van Heek was opgericht.
Van Heek was daarnaast lid van de raden van commissarissen van enkele Twentse textielfabrieken en van het Twentse Centraalstation voor elektrische stroomlevering. Hij  was hij president-kerkvoogd van de Nederlandse Hervormde Kerk te Enschede, lid van het kiescollege van de Nederlands Hervormde Kerk en bestuurslid van de Vereniging tot Behoud van Natuurmonumenten.
Samen met zijn broers, schonk hij aan de gemeente Enschede het van Lochemspark. Ook liet hij het G.J. van Heekpark aanleggen.
Als lid van de commissie van fabrikanten maakte hij in 1930 een reis naar de Verenigde Staten om de Amerikaanse textielindustrie te bestuderen. In zijn jonge jaren was hij een groot liefhebber van de voetbalsport; ook zelf speelde hij bij de club 'Prinses Wilhelmina'. Hij was daarnaast een hartstochtelijk natuur- en jachtliefhebber en verzamelaar van schilderijen. Zijn collectie met taferelen van dieren in hun natuurlijke omgeving (waaronder werk van Bruno Liljefors ) werd in fasen aan het Rijksmuseum Twenthe geschonken. Hij had een belangrijk aandeel in de oprichting van het Overijssels Landschap, thans Landschap Overijssel.
Van Heek overleed in 1958 op 78-jarige leeftijd.
Van Heek schreef enkele boeken over zijn jachtervaringen:
- Grepen uit een jagersleven (1944)
- Reewild in Nederland (1948)
- Miene Vreenden (1958)